# Krabí pulsar

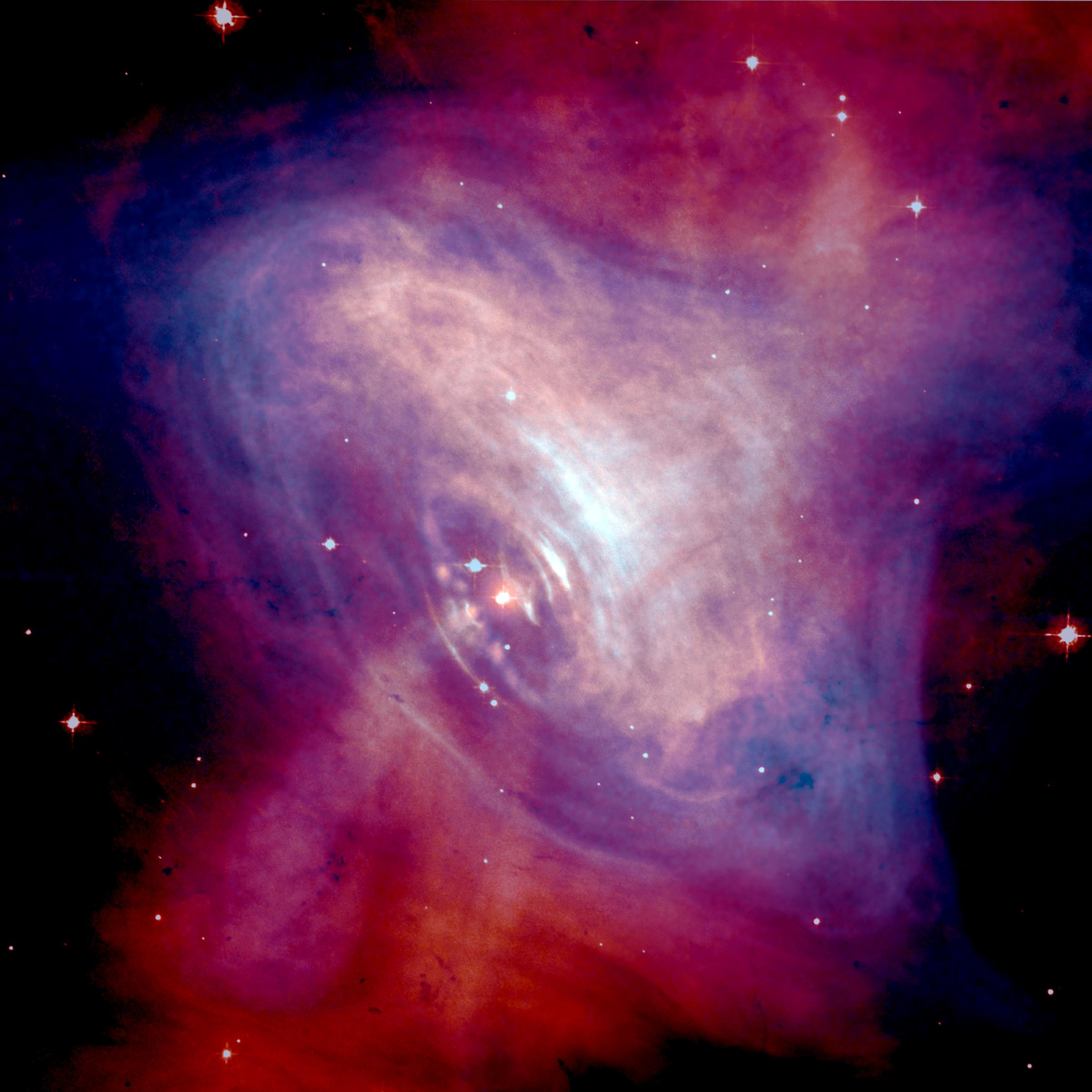
Obrázek Krabí mlhoviny, ve které se Krabí pulsar nachází. Tento obrázek kombinuje optická data z Hubbleova vesmírného dalekohledu (červená barva) a snímky rentgenového záření z rentgenové observatoře Chandra (modrá barva).

Slow-motion záběr Krabího pulsaru pořízený kamerou z Cambridgeské univerzity při vlnové délce 800nm.

Krabí pulsar (PSR B0531+21) je celkem mladá neutronová hvězda. Je centrální hvězdou Krabí mlhoviny, pozůstatku supernovy SN 1054, která byla pozorována v roce 1054 na Zemi. Pulsar byl objeven v roce 1968.
Pulsar má poloměr zhruba 25 kilometrů a vydává pulzy záření každých 33 milisekund, neboli 30krát za sekundu. Toto záření je ve frekvenci od radiového záření po záření gama. Perioda rotace pulzaru se každý den zmenšuje o 38 nanosekund kvůli velkému množství energie, který odnáší pulsarový vítr.

## Možnost blízké planety
V roce 1970 navrhl astronom Curtis Michel myšlenku, že by se v blízkosti Krabího pulsaru mohla nacházet planeta, čímž by se vysvětlily změny pozorované v chování pulsaru. Tento objekt by měl hmotnost 0,00001 sluneční hmotnosti a nacházel by se 0,3 astronomických jednotek od pulsaru.